# Dacia films
Pour les articles homonymes, voir Dacia (homonymie).
Dacia films est une société française de production de longs métrages créée dans le milieu des années 1990 après le succès de la série Tous les garçons et les filles de leur âge. Elle est active jusqu'au début des années 2000. Il s'agit d'une filiale d'IMA Films spécialisée dans les films à petit budget.

## Historique
Dacia film est créée par Georges Benayoun, comme filiale de sa société IMA Films, après le succès de la collection de téléfilms commanditée par Arte Tous les garçons et les filles de leur âge. Cette collection de téléfilms à faible budget, réalisés par des cinéastes, avait montré que les réalisateurs avaient pris du plaisir et même « connu une vraie joie liée à la légereté, au 16 millimètres, à la commande. » L'idée est de produire des films avec un budget de moins de dix millions de francs (même si ce chiffre peut occasionnellement être dépassé, Nénette et Boni de Claire Denis coutant par exemple 13 millions). À cette époque, le budget moyen d'un premier film français est de 17 millions de francs. Le budget des films de Dacia films est donc faible, mais il permet au réalisateur de ne pas être trop soumis à la pression économique et de travailler avec plus de liberté. 
Le choix d'un faible budget est discuté avec le réalisateur dès le début de l'écriture, afin de savoir dès le début du travail quels choix devront être faits pour respecter cette contrainte économique. Le réalisateur choisit de privilégier une distribution prestigieuse, un long temps de tournage, une équipe technique importante... Pour Nénette et Boni Claire Denis choisi une équipe est légère, mais un temps de tournage long, pour Irma Vep Olivier Assayas préfère ne tourner qu'en quatre semaines, mais il investit plus dans la distribution, allant chercher l'actrice chinoise Maggie Cheung.
La société a été mise en liquidation judiciaire le 7 février 2003.

## Filmographie
- 1995 : En avoir (ou pas) de Laetitia Masson
- 1996 : Nénette et Boni de Claire Denis
- 1996 : Parfait Amour ! de Catherine Breillat
- 1996 : Irma Vep d'Olivier Assayas
- 1997 : Le Septième Ciel de Benoît Jacquot
- 1997 : Francorusse d'Alexis Miansarow
- 1997 : Hard Men de J.K. Amalou
- 1998 : Fin août, début septembre d'Olivier Assayas
- 2000 : La Fausse Suivante de Benoît Jacquot
- 2000 : La Parenthèse enchantée de Michel Spinosa
- 2001 : Trouble Every Day de Claire Denis
- 2001 : Dieu est grand, je suis toute petite de Pascale Bailly